# Ekeby kyrkogård
Ekeby kyrkogård är en kyrkogård som omger Ekeby kyrka i Boxholms kommun i Östergötlands län. Kyrkogården har använts sedan medeltiden och förvaltas i dag av Boxholms församling inom Linköpings stift. Riksantikvarieämbetet bedömer anläggningen – med kyrkogårdsmur, grindar, lindkrans och likkällare – som en miljö av mycket högt kulturhistoriskt värde.

## Historia
Kyrkogården uppstod kring den romanska stenkyrka som byggdes under 1100‑ eller 1200‑talet. Den tidigaste kartan över området, en ägomätningskarta från 1719, visar en kvadratisk kyrkogård med två ingångar: en södra huvudgrind och en västlig port.
År 1753 revs den fristående klockstapeln när kyrkan fick sitt västtorn, och samma år ommurades delar av kyrkogården. Under 1790‑talet uppfördes nuvarande granitstolpar vid huvudgrinden; stolparna bär inhuggna inskriptioner med kyrkovärdarnas namn och årtalet 1799.

## Utformning
Ekeby kyrkogård är uppdelad i fyra kvarter (A–D) kring kyrkan. Den äldre delen omges av en kallmurad gråstensmur medan den yngre östra delen har en lägre putsad mur. En lindallé ramar in anläggningen. Huvudgrinden i söder består av smidda järnblad och flankeras av fyra granitstolpar med pyramidformade krön; de två mittre stolparna kröns av kors och bär de nämnda inskriptionerna från 1799. På kyrkogården finns även en fristående "likkällare" (bårhus) från 1800‑talets senare hälft.

## Gravvårdar och minnesmärken
Bland gravvårdarna märks flera familjegravar kopplade till Boxholms bruk, bland annat bruks‑ och hammarsmeds‑släkter från 1800‑talet. Inne i kyrkans gravkor vilar medlemmar av den adliga släkten Ribbing.

## Förvaltning
Kyrkogården sköts av Boxholms församling, som sedan 2024 hör till Folkungabygdens pastorat. Församlingen publicerade 2020 en vård‑ och underhållsplan som bland annat reglerar trädvård, murar och kulturhistoriskt känsliga gravvårdar.

## Bilder

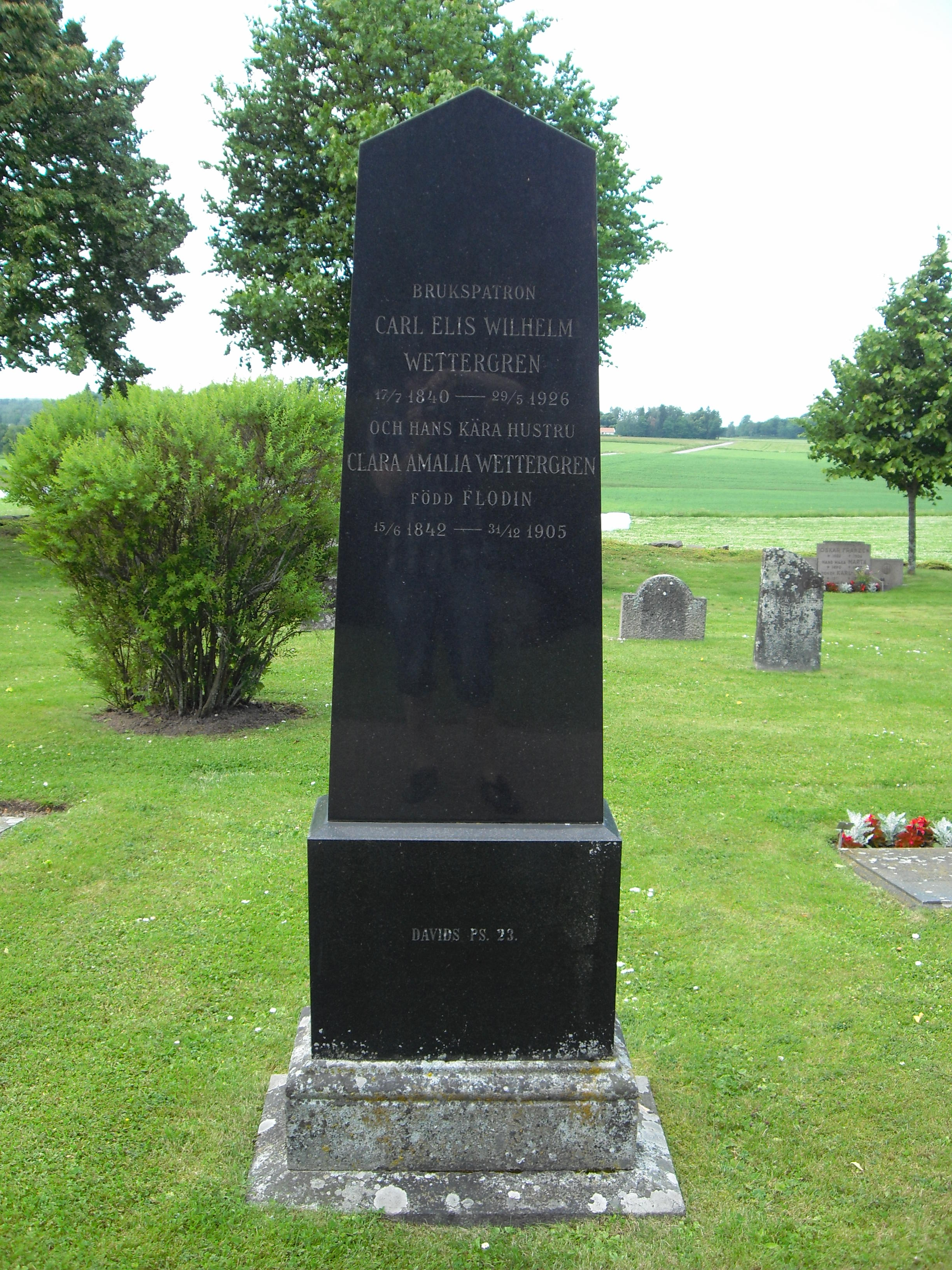
Gravsten på Ekeby kyrkogård.
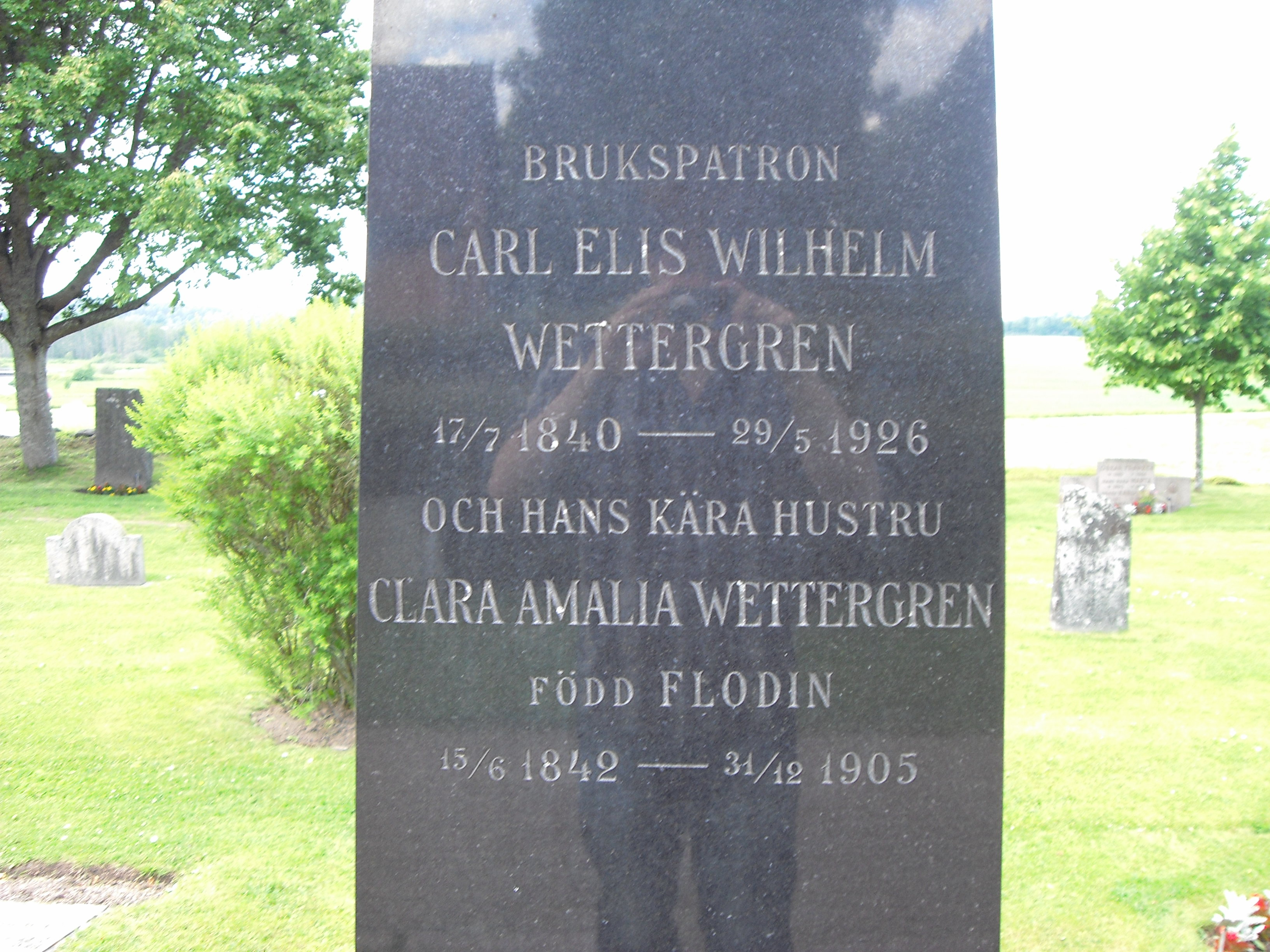
Gravsten på Ekeby kyrkogård.
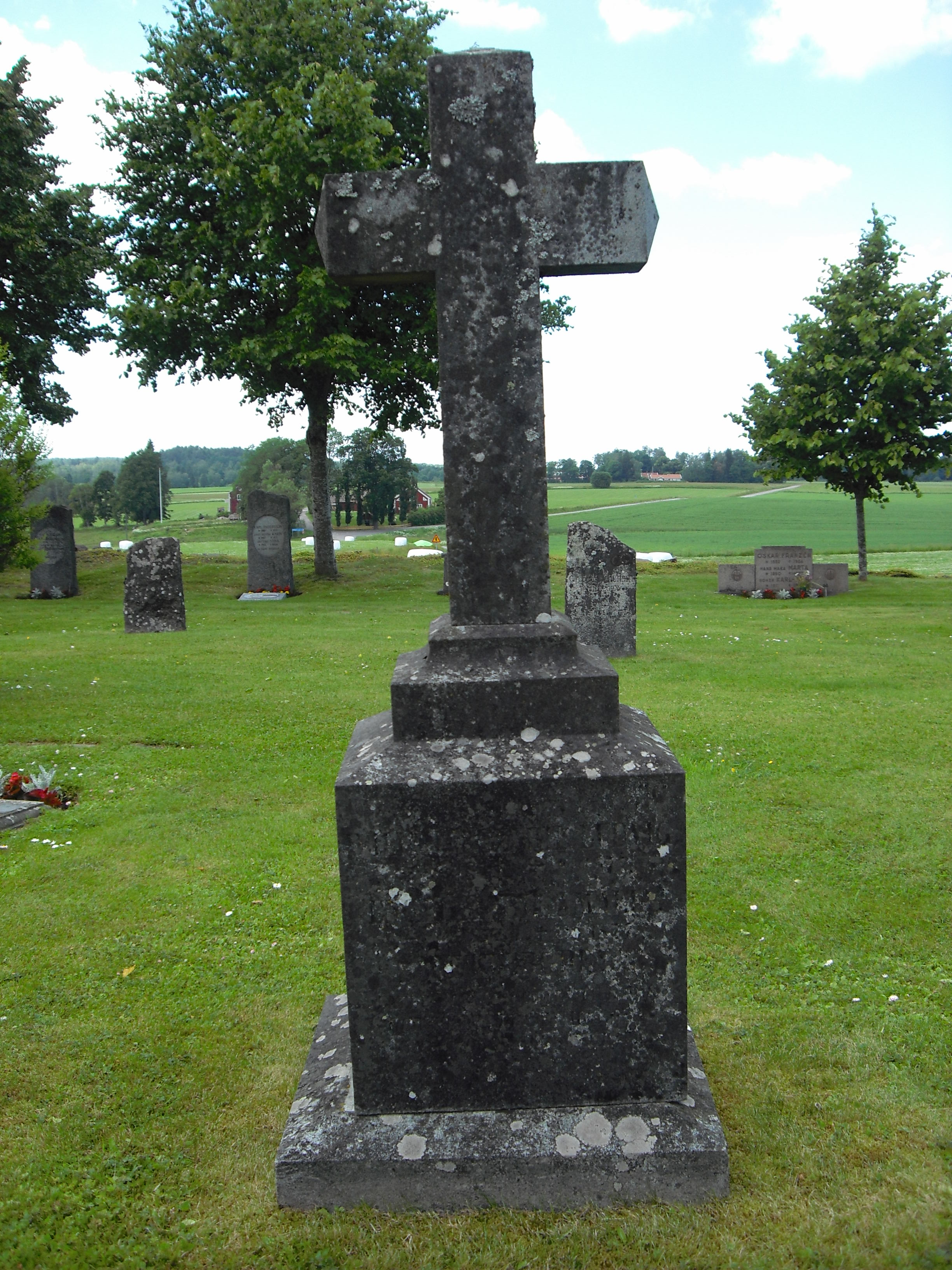
Gravsten på Ekeby kyrkogård.
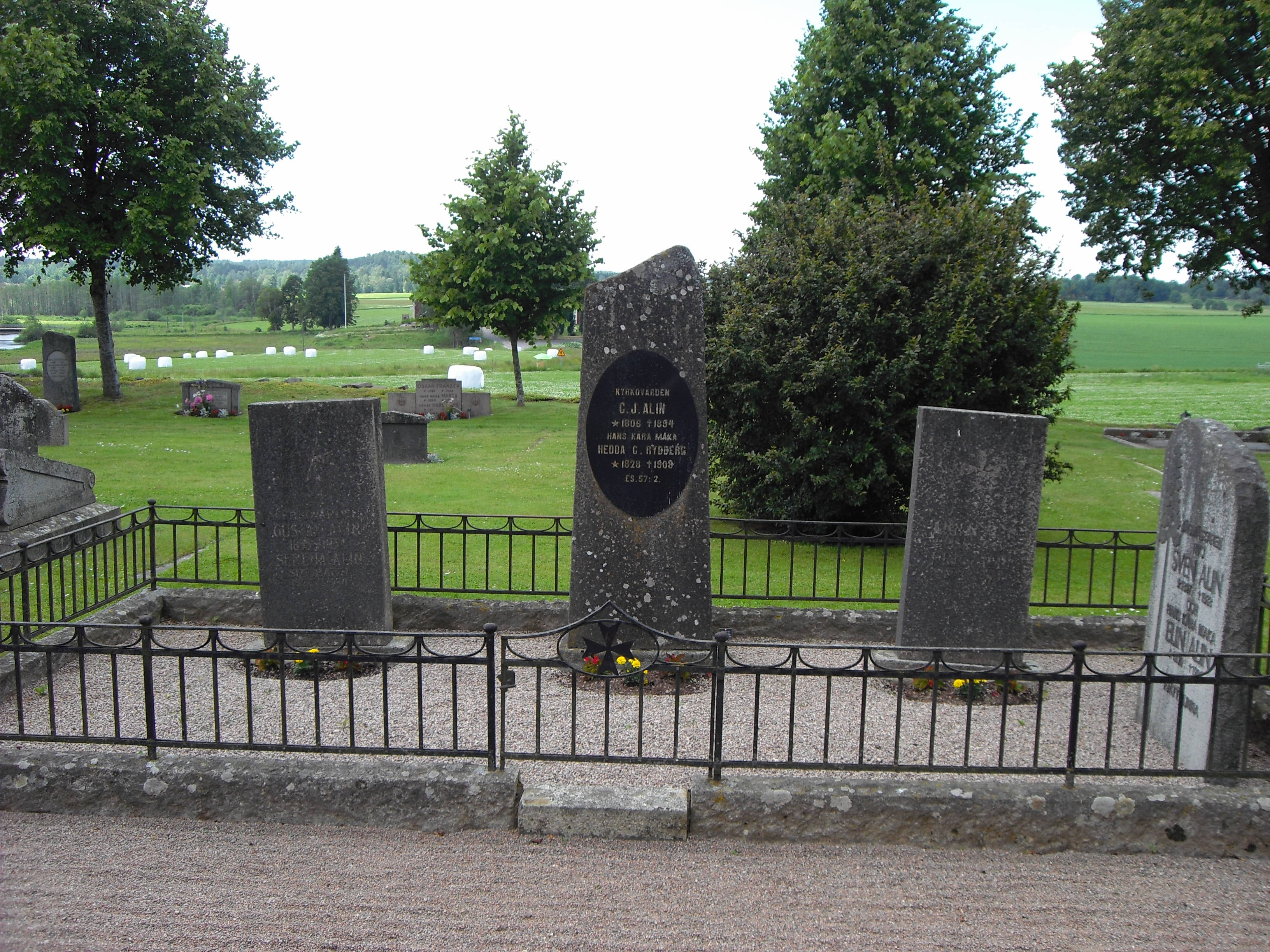
Gravsten på Ekeby kyrkogård.